# Tatort: Murot und das 1000-jährige Reich
Murot und das 1000-jährige Reich ist ein Fernsehfilm aus der Krimireihe Tatort. Der vom Hessischen Rundfunk produzierte Beitrag ist die 1276. Tatort-Episode und wurde am 20. Oktober 2024 im SRF, im ORF und im Ersten ausgestrahlt. Der Wiesbadener Kommissar Felix Murot ermittelt in seinem dreizehnten Fall.

## Handlung
Ulrich Tukur und Barbara Philipp spielen in dem Film Doppelrollen: Als Murot und Wächter erwarten sie in der Rahmenhandlung die Ankunft eines Flugzeugs aus Argentinien, mit dem der dorthin geflüchtete greise Nationalsozialist Hagen von Strelow nach Deutschland zurückgebracht wird, um dort für Taten aus der Zeit des Zweiten Weltkriegs vor Gericht gestellt zu werden. 
In der Binnenerzählung, einer Rückblende in das Frühjahr 1944, spielt Philipp die untergetauchte jüdische Ärztin Dr. Else Weiß aus Frankfurt. Tukur hingegen schlüpft in die Rolle Friedrich Rothers, eines in Zivilkleidung auftretenden Obersten der Feldgendarmerie. Ein am Revers getragenes Parteiabzeichen kennzeichnet ihn als NSDAP-Mitglied. Als „Sonderermittler Adolf Hitlers aus Berlin“ erleidet er mit seinem Adjutanten, Leutnant Hagen von Strelow, in der hessischen Provinz eine Autopanne. Das zwingt sie, die Nacht in einem nahe gelegenen Dorf zu verbringen. Im dortigen Gasthaus „Zum Ochsen“ trifft er auf Bernhard Tabler, einen früheren Berliner Bekannten. Aufgrund seiner als „Mischehe“ vom NS-Regime verfolgten Verbindung mit einer englischen Jüdin hat dieser seine Anstellung als Philosophieprofessor an der Humboldt-Universität verloren. Nun fristet Tabler im ländlichen Exil ein reizloses Dasein. Im weiteren Verlauf der Handlung wird er sich als egomanischer Schürzenjäger und fanatischer Nazi erweisen. 
Während eines Waldspaziergangs stoßen Rother und Weiß auf die Leichen vierer Feldgendarmen. Ein an den Kübelwagen der Toten geketteter Heeres-Unteroffizier hat die Schießerei überlebt. Balthasar Herold von Strasser berichtet (wahrheitswidrig), dass ein notgelandeter Pilot der Royal Air Force den Trupp beim Abkochen überrascht und getötet habe. Er selbst sei schon vorher von den Feldgendarmen verhaftet worden, weil er als glühender Patriot zwei Deserteure eigenmächtig erschossen habe. Kurz darauf findet man auch die Leiche des englischen Piloten: Von einer Kugel der Feldgendarmen verwundet, starb er in der Dorfkapelle, allerdings durch einen Herzschuss aus seinem eigenen Enfield-Revolver. 
Bei dem Piloten handelte es sich um einen Engländer in deutschen Diensten, der geheime Unterlagen zur geplanten Frankreich-Invasion der Westalliierten nach Berlin hatte bringen wollen, um sie der Nazi-Regierung auszuhändigen. Die zufällig seinen Weg kreuzenden Feldgendarmen glaubten ihm zwar, einer von ihnen wollte allerdings die Papiere vernichten, um das Gelingen der Invasion und damit ein früheres Kriegsende zu ermöglichen. Im Streit mit seinen drei regimetreuen Kameraden erschoss er diese mit einer Schmeisser-MPi, wurde selbst aber auch getötet. Der von den Feldgendarmen gefangene Wehrmachts-Unteroffizier von Strasser hatte all das verschwiegen, vermutlich, um die Ermittler nicht auf die Spur der Invasionspläne zu führen, denn dass er keineswegs so linientreu ist, wie er behauptet, zeigt sich später, als von Strasser bei erster Gelegenheit seine Uniform gegen eine Postuniform tauscht und erfolgreich die Flucht ergreift. 
Rother bemerkt, dass die Jüdin Else Weiß unter falscher Identität im Dorf lebt, und warnt sie vor der bevorstehenden Ankunft der Gestapo. Der beim Schusswechsel schwerverwundete Brite schleppte sich in die Dorfkapelle, wo die kleine Tochter einer nazihörigen Dörflerin den Ohnmächtigen fand und „den bösen Feind“ mit dessen eigener Waffe erschoss. Die brisanten Dokumente nutzt das ahnungslose Kind als Zeichenpapier. Dies bemerkt Weiß und informiert Rother, der die Invasionspläne verbrennt, um dem Naziregime die Chance zur Gegenwehr zu rauben. Dabei wird er von seinem Adjutant von Strelow erwischt, der ihn verhaftet. Den Inhalt der Papiere gibt Rother auch unter Gewaltanwendung nicht preis. Schließlich tötet ihn der überzeugte Nationalsozialist von Strelow, der zuvor schon einen bellenden Hund, einen Mann mit Behinderung und den von ihm der Sabotage bezichtigten örtlichen Postbeamten erschossen hat. Rothers letzte Worte lauten: „Eines Tages werden Sie für Ihre Taten zur Rechenschaft gezogen. Sie missachten alle Gesetze, Strelow.“
Am Schluss springt der Film wieder in die Gegenwart. Mehrere Menschen, die in der Vergangenheit das Dorf bevölkerten, erscheinen jetzt als Flugzeugpassagiere, Steward, Pilot und Polizist. Der gealterte von Strelow erstarrt in der letzten Szene vor Schreck, als er Murot sieht und Rother in ihm zu erkennen glaubt. Sein Gesicht verzerrt sich zu einem Schrei.

## Hintergrund
Der Film wurde vom 17. April 2023 bis zum 19. Mai 2023 in Frankfurt am Main (Besucherzentrum am Flughafen), Flugplatz Mannheim City, Büdingen und Umgebung sowie im Hessenpark bei Neu-Anspach gedreht. Die Premiere erfolgte am 25. August 2024 auf dem Festival des deutschen Films in Ludwigshafen am Rhein. Bei der Wegekapelle handelt es sich um den 1643 erbauten Vorgängerbau der Siebenschläferkapelle bei Weyhers.
Der Film enthält einige historische Ungenauigkeiten: Oberst Rother trägt am Revers seines Zivilanzuges das Parteiabzeichen der NSDAP. Während der Dienstzeit in der Wehrmacht hatten jedoch etwaige Parteimitgliedschaften zu ruhen. Die Feldgendarmen werden nie als solche bezeichnet, sondern als „Feldjäger“. Die Berliner Universität hieß im Jahr 1944 noch Friedrich-Wilhelms-Universität. Der 6. Juni als Beginn der Operation Overlord wurde erst am 4. Juni 1944 festgelegt, das Datum konnte also in den von dem Spion geraubten Plänen noch nicht berücksichtigt worden sein.

## Rezeption

### Einschaltquoten
Die Erstausstrahlung von Murot und das 1000-jährige Reich am 20. Oktober 2024 wurde in Deutschland von 6,24 Millionen Zuschauern gesehen und erreichte einen Marktanteil von 23,6 % für Das Erste.

### Auszeichnungen
Der Film war für den Rheingold Publikumspreis 2024 auf dem Festival des deutschen Films in Ludwigshafen am Rhein nominiert.

### Kritik
In der Aachener Zeitung schreibt Michaela Thoma: 

„… Dennoch wollte mit dem ländlichen Ensemble und wenigen Insignien der Zeit irgendwie keine authentische Atmosphäre aufkommen. Umso deutlicher stach daher ein Recherchefehler ins Auge: Da der D-Day kurzfristig um einen Tag verschoben wurde, hätte in den geheimen Unterlagen der 5. anstatt des 6. Juni für die Landung in der Normandie vermerkt sein müssen. Die wirklich kreative Idee konnte somit wohl weder klassische noch experimentierfreudige Krimifans überzeugen.“